# Білоусенко Олександр Федорович
Олекса́ндр Фе́дорович Білоу́сенко (7 лютого 1937) — народний депутат України 1-го скликання.

## Біографія
Народився 7 лютого 1937 року, в селі Успенівка, Бердянський район, Запорізька область, УРСР в сім'ї селян. Українець, освіта вища, інженер-механік, закінчив Мелітопольський інститут механізації сільського господарства.
1956 — слюсар-котло
монтажник. Спеціальне монтажне управління міста Запоріжжя.
1958 — студент Оріхівського сільськогосподарського технікуму.
1961 — головний механік колгоспу «Світанок» Бердянського району.
1961 — перший секретар Андріївського РК та Токмацького МК ЛКСМУ.
1965 — на партійній роботі. Перший секретар токмацького МК КПУ; завідувач відділу легкої та харчової промисловості Запорізького ОК КПУ.
1981 — начальник ГоловПЕУ виконкому Запорізької обласної Ради.
1991 — заступник, перший заступник голови виконкому Запорізької обласної Ради.
1992 — директор Запорізького обласного відділення акціонерного комерційного банку «Україна».
Член КПРС 1959–1991, член РК, МК, ОК КПУ; депутат міської та обласної Рад.
Висунутий кандидатом в народні депутати трудовим колективом заводу «Прогрес», місто Токмак.
18 березня 1990 року обраний народним депутатом України, 2-й тур, 56.87 % голосів, 5 претендентів.
- Запорізька область
- Токмацький виборчий округ № 188
- Дата прийняття депутатських повноважень: 15 травня 1990 року.
- Дата припинення депутатських повноважень: 10 травня 1994 року.

Входив до групи «Злагода — Центр».
Голова підкомісії Комісії ВР України з питань планування, бюджету, фінансів і цін.
Кандидат в Народні депутати України Верховної Ради XIII скликання, висунутий трудовим колективом 1-й тур — 6.34 % 5-те місце з 9 -ти претендентів.
Нагороджений орденом Трудового Червоного Прапора (1976), Почесною грамотою Президії Верховної Ради УРСР (1987). Орден «За заслуги» III ступня (1997). Медалі «За доблесний труд» (1970), «Ветеран праці» (1976). 
Одружений, має двоє дітей.